# Alessandro Valignano
Alessandro ou Alexandre Valignano (em chinês:范礼安 Fàn Lǐ’ān) (Chieti, 15 de Fevereiro de 1539 – Macau, 20 de Janeiro de 1606), foi um missionário jesuíta napolitano que ajudou a supervisionar a introdução do catolicismo no Extremo Oriente, especialmente no Japão.
Valignano juntou-se à Companhia de Jesus em 1566 após se destacar como estudante na Universidade de Pádua. Em 1573 foi enviado como "Visitador" para o Oriente respondendo diretamente ao Superior Geral da Companhia de Jesus. A nomeação de um napolitano para supervisionar a ação missionária jesuíta do Padroado no Império português foi na época bastante controversa, e a sua nacionalidade, bem como a sua política expansionista e estratégia adaptacionista, levaram a muitos conflitos com o pessoal da missão.
Em 1580, na sequência da conversão do daimyo Omura Sumitada, pouco antes da perda da independência de Portugal sob a união ibérica, a ordem obteve a administração do porto de Nagasaki. Os Jesuitas sediados em Macau envolveram-se então com os portugueses no próspero comércio nanban para financiar as muitas operações, o que levou ao conflito com Roma. Em 1594 fundou o Colégio de São Paulo (Macau) que se tornaria a base da missionação no oriente, sede dos primeiros sinólogos ocidentais. Defensor da estratégia adaptacionista promoveu a aprendizagem de línguas e culturas orientais, para o que chamou estudiosos como Matteo Ricci, que desenvolveram os primeiros dicionários ocidentais (de português e latim) para japonês e chinês.
Escreveu o livro «Catechismus Christianae Fidei», que foi impresso em Lisboa por António Ribeiro e Manuel da Lira, entre Janeiro e Fevereiro de 1586, e que é uma obra importantíssima na historia da cultura mundial. 